# Organizadores de la descripción
Los organizadores de la descripción son palabras o construcciones que ayudan a la persona que describe a ubicar con precisión los objetos en el espacio (arriba, abajo, a la derecha, adelante, etc.) en el lugar que se describe. La secuencia descriptiva puede organizarse de dos modos, con organizadores de la descripción, o sin ellos:
1. Si se hace con organizadores de las descripción, a lo largo de esta última se ubicarán por orden de lugar los elementos: (arriba, abajo, adelante, atrás, a la derecha, a la izquierda, al costado, alrededor, cerca de, lejos de, en paralelo a, junto a, en diagonal a, enfrente de, frente a, al centro, entre, en el fondo, en primer plano, en la punta, a lo largo, etc.).
2. Si se realiza sin organizadores, los componentes de la escena son nombrados sin indicar sus relaciones en el espacio (puede ser al azar, o siguiendo otro criterio).